# Neplachov
Neplachov (deutsch Neplachow) ist eine Gemeinde in Tschechien. Sie liegt zehn Kilometer südwestlich von Veselí nad Lužnicí in Südböhmen und gehört zum Okres České Budějovice.

## Geographie

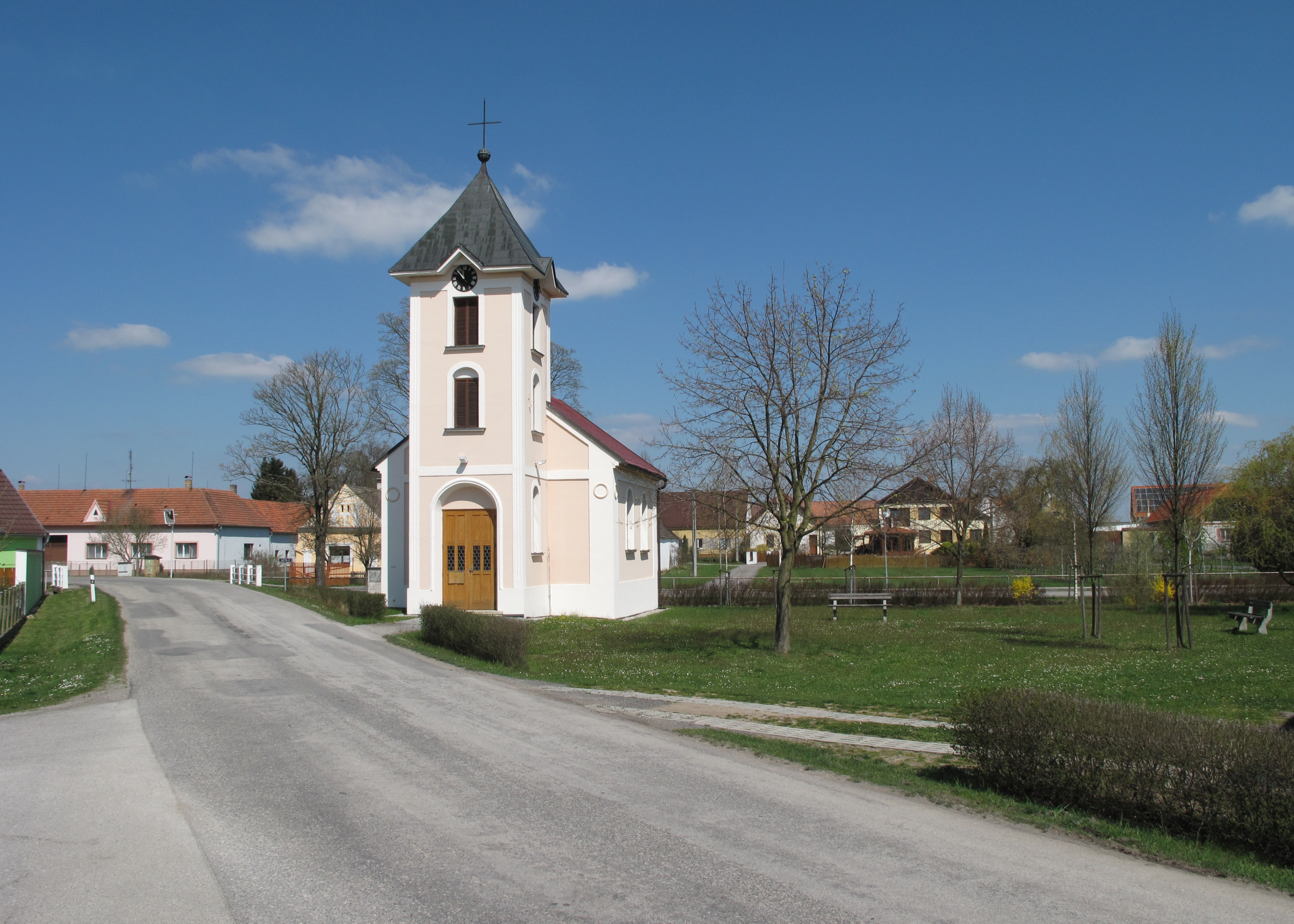
Neplachov

Neplachov befindet sich beiderseits des Baches Neplachovský potok am Rande des Wittingauer Beckens im Landstrich Pšeničná Blata. In der Umgebung des Dorfes liegen mehrere große Fischteiche, darunter der Bošilecký rybník im Nordosten, der Záblatský rybník im Südosten und der Stojčín im Südwesten. Am östlichen Ortsrand verläuft die Dálnice 3 (ein Teil der Europastraße 55) zwischen Budweis und Veselí nad Lužnicí, dahinter die Bahnstrecke České Budějovice–Veselí nad Lužnicí.
Nachbarorte sind Pelejovice und Sedlíkovice im Norden, Bošilec, Hradina und Dynín im Nordosten, Lhota und Ponědraž im Osten, Záblatí im Südosten, Mazelov und Švamberk im Süden, Gebrovna, Ševětín und Vlkov im Südwesten, Drahotěšice im Westen sowie Radonice, Hvozdno und Popovice im Nordwesten.

## Geschichte
Die erste schriftliche Erwähnung des Dorfes Neplachowicz erfolgte am 10. Oktober 1323 in einer Urkunde König Johann von Luxemburgs über einen Gütertausch der böhmischen Krone mit Peter I. von Rosenberg. Der König erhielt dabei zur Abrundung seiner Herrschaft Bechyně die Dörfer Radětice, Hvožďany und Křída; im Gegenzug trat er das Städtchen Bukovsko mit den Dörfern Neplachowicz und Drahotěšice an Peter von Rosenberg ab. Ab 1379 wurde der Ort als Neplachow bezeichnet. Später wurde Neplachov anteilig der Herrschaft und dem Klostergut Wittingau untertänig. Über Neplachov führte mit der Linzer Straße von Budweis nach Prag ein bedeutsamer mittelalterlicher Handelsweg, von dem hier der Weg nach Bukovsko abzweigte.
Nachdem 1716 bei einem Großfeuer sieben der Fürstlich Schwarzenbergischen Herrschaft und sechs dem Klostergut gehörige Gehöfte niedergebrannt waren, ordnete Fürst Adam zu Schwarzenberg die Verlegung der Speicher vom Dorfplatz an die Feldseite sowie den Bau von zumindest teilweise steinernen Gebäuden an. 1789 wurde in Neplachov die erste Filiale der Pfarrschule Schewetin gegründet. Im Jahre 1840 bestand Neplachow aus 67 Häusern mit 548 Einwohnern. 56 Häuser gehörten zur Herrschaft und elf zum Gut Wittingau. Im Dorf bestand eine Privatschule. Pfarrort war Schewetin. Mit Unterstützung des Fürsten zu Schwarzenberg wurde 1841 ein eigenes Schulhaus errichtet. Bis zur Mitte des 19. Jahrhunderts blieb das Dorf immer anteilig der Herrschaft bzw. dem Gut Wittingau untertänig.
Nach der Aufhebung der Patrimonialherrschaften bildete Neplachov/Neplachow ab 1850 eine Gemeinde in der Bezirkshauptmannschaft Třeboň/Wittingau und dem Gerichtsbezirk Lomnice nad Lužnicí. 1873 entstand östlich des Dorfes die Bahnstrecke České Budějovice–Veselí nad Lužnicí, eine Bahnstation erhielt der Ort jedoch noch nicht. 1910 lebten in der Gemeinde 568 tschechischsprachige Einwohner. Nach der Aufhebung des Okres Třeboň wurde Neplachov 1948 Teil des Okres Soběslav. Dieser wurde 1961 wieder aufgelöst und das Dorf dem Okres České Budějovice zugeordnet. Am 1. April 1976 erfolgte die Eingemeindung nach Dynín. Nach einem Referendum löste sich Neplachov zum 24. November 1990 wieder von Dynín los. Die Schule wurde 1996 geschlossen.

## Gemeindegliederung
Für die Gemeinde Neplachov sind keine Ortsteile ausgewiesen.

## Bevölkerungsentwicklung
| Jahr      | 1869 | 1880 | 1890 | 1900 | 1910 | 1921 | 1930 | 1950 | 1961 | 1970 | 1980 | 1991 | 2001 | 2011 | 2021 |
| --------- | ---- | ---- | ---- | ---- | ---- | ---- | ---- | ---- | ---- | ---- | ---- | ---- | ---- | ---- | ---- |
| Einwohner | 575  | 510  | 508  | 540  | 568  | 565  | 495  | 420  | 412  | 373  | 401  | 396  | 365  | 369  | 351  |

## Sehenswürdigkeiten
- Kapelle des hl. Wenzel auf dem Dorfplatz, errichtet 1929
- Gehöfte im Blatastil des südböhmischen Bauernbarock
- Gut Švamberk